# Кубок мира по горному бегу 2008
24-й Кубок мира по горному бегу прошёл 14 сентября 2008 года на альпийском курорте Кран-Монтана в кантоне Вале (Швейцария). Участники соревновались в дисциплине горного бега «вверх». Разыгрывались 8 комплектов наград: по четыре в индивидуальном и командном первенствах (мужчины, женщины, юниоры и юниорки до 20 лет). Среди юниоров могли выступать спортсмены 1989 года рождения и моложе.
Кантон Вале второй год подряд был хозяином Кубок мира по горному бегу. Всего же Швейцария в четвёртый раз принимала у себя эти престижные соревнования. Участники поднимались по склонам альпийских гор к горнолыжному курорту Кран-Монтана, расположенному на высоте около 1500 метров над уровнем моря. Юниорки стартовали из деревни Монтана, юниоры и женщины — из деревни Вентон (799 метров над уровнем моря), мужчины — из города Сьерр (533 метра над уровнем моря).
В день соревнований погода в Сьерре была сухой и пасмурной, в то время как на финишном участке в Кран-Монтана шёл дождь, а видимость была ограничена густым туманом. На старт вышли 375 бегунов (158 мужчин, 95 женщин, 74 юниора и 48 юниорок) из рекордных 38 стран мира. Каждая страна могла выставить до 6 человек в мужской забег, до 4 человек — в женский и юниорский и до 3 человек — среди юниорок. Сильнейшие в командном первенстве определялись по сумме мест четырёх лучших участников у мужчин, трёх лучших — у женщин и юниоров, двух лучших — у юниорок.
В последний раз в истории Великобритания была представлена четырьмя командами (Англия, Шотландия, Уэльс и Северная Ирландия). Со следующего года Кубок мира был переименован в чемпионат мира, а принципы участия приведены в соответствие с правилами ИААФ. Теперь бегуны с Туманного Альбиона могли выступать только за объединённую сборную Великобритании.
Свой заключительный Кубок мира по горному бегу Англия отметила двумя победами в забеге юниорок. Лора Парк стала сильнейшей в индивидуальном зачёте и помогла сборной взять золото в командном первенстве.
Синдре Бурос, ставший чемпионом среди юниоров, принёс первую медаль для Норвегии в истории турнира. Вместе с соотечественниками он также завоевал серебро в командном зачёте, уступив только сильным турецким бегунам.
Почин норвежских юниоров поддержали женщины, возглавляемые призёрами чемпионата Европы Кирстен Уттербю и Анитой Эвертсен. Благодаря хорошим индивидуальным выступлениям, они стали чемпионками в командном зачёте. Личное первенство ожидаемо выиграла специалистка горного бега «вверх» Андреа Майр из Австрии. Итальянка Ренате Рунггер проиграла ей на финише почти минуту.
Мужской забег со старта возглавили действующий чемпион Европы из Турции Ахмет Арслан и угандиец Мартин Торойтич. К концу первого подъёма (3 км после старта) лидером был Арслан, к середине дистанции его обошёл Торойтич. Всё это время чуть позади в районе восьмого места бежал пятикратный чемпион Джонатан Уайатт. Когда рельеф стал сложнее, он включился в борьбу за победу, стремительно сокращая отставание от лидера. На заключительных 2 километрах Уайатт отыграл 50-метровое отставание от Торойтича и обошёл того на финише на 12 секунд. Новозеландец в рекордный шестой раз стал победителем Кубка мира по горному бегу (пять из них — на трассе с профилем «вверх»).

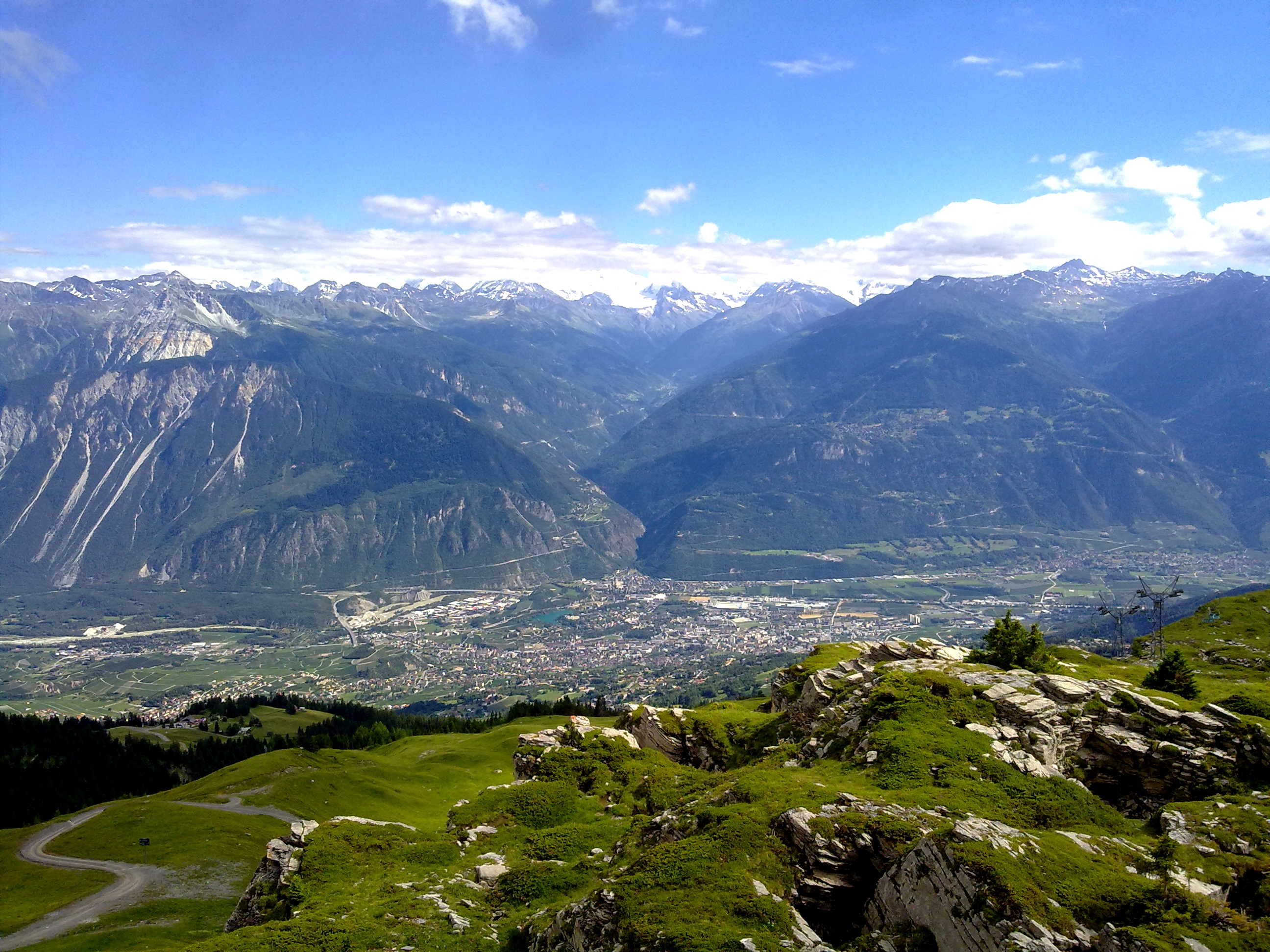
Панорама Сьерра со стороны финиша
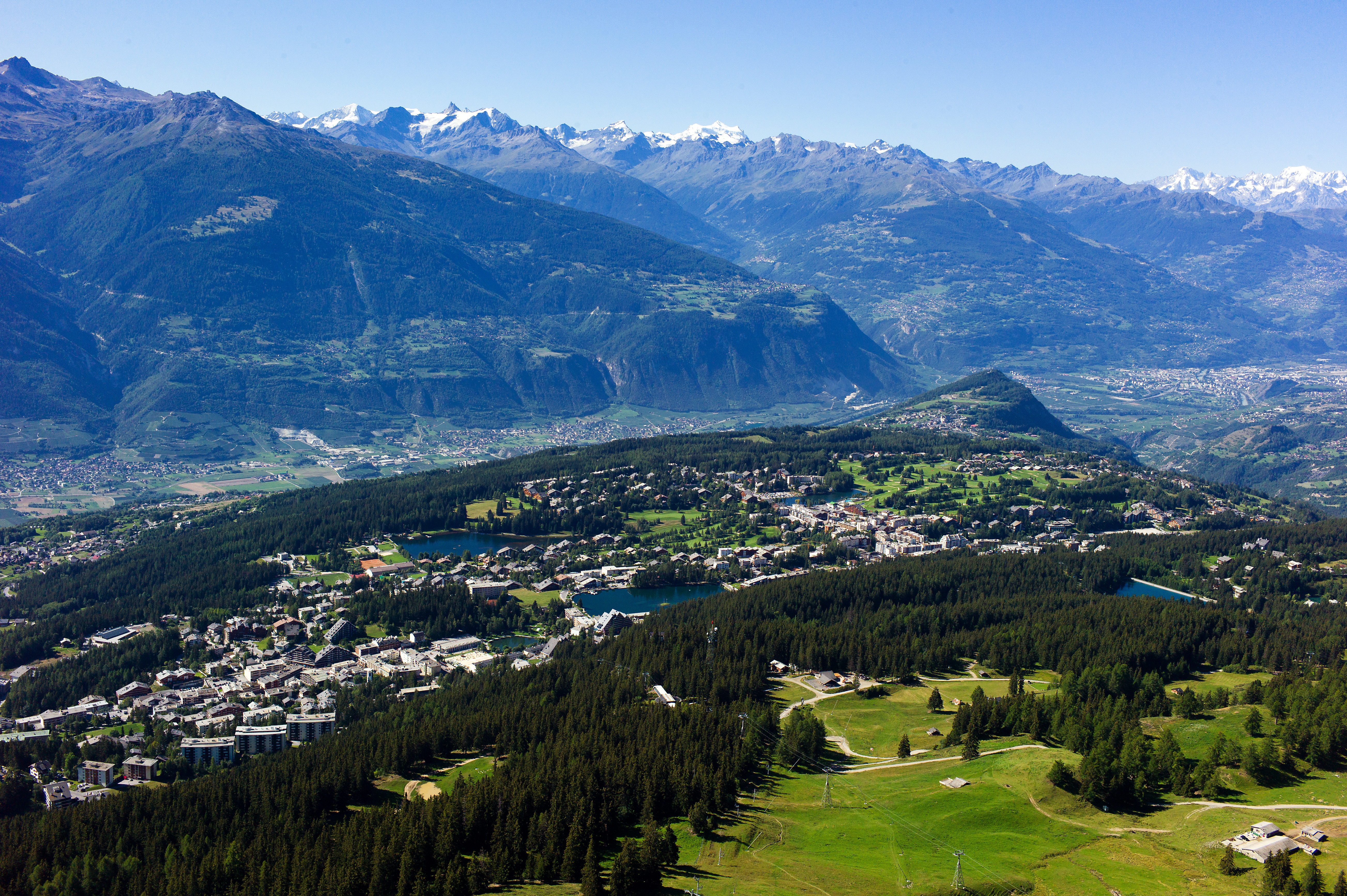
Кран-Монтана

## Расписание
| Дата             | Время | Забег   |
| ---------------- | ----- | ------- |
| 14 сентября 2008 | 10:30 | Юниорки |
| 14 сентября 2008 | 10:30 | Юниоры  |
| 14 сентября 2008 | 11:00 | Женщины |
| 14 сентября 2008 | 11:15 | Мужчины |

Время местное (UTC+2:00)

## Призёры
Курсивом выделены участники, чей результат не пошёл в зачёт команды.

### Мужчины
| Дисциплина                                | Золото | Золото   | Серебро | Серебро  | Бронза                                                                                       | Бронза   |
| ----------------------------------------- | --- | -------- | --- | -------- | -------------------------------------------------------------------------------------------- | -------- |
| 12 км перепад высот: +1046 м −116 м       | Джонатан Уайатт Новая Зеландия                                                                                   | 55.04    | Мартин Торойтич Уганда                                                                                           | 55.16    | Ахмет Арслан Турция                                                                          | 55.26    |
| 12 км (команды)                           | Италия · Бернард Дематтеис · Марко Де Гаспери · Марко Гайярдо · Габриэле Абате · Ханнес Рунггер · Эмануэле Манци | 43 очка  | Швейцария · Давид Шнайдер · Алексис Же-Фабри · Себастьен Эпине · Тарджис Анчай · Штефан Венк · Мартин Антаматтен | 59 очков | США · Рикки Гейтс · Джозеф Грей · Эрик Блейк · Симон Гутьеррес · Мэтт Бирн · Зак Фройденберг | 76 очков |
| Юниоры 8,3 км перепад высот: +733 м −43 м | Синдре Бурос Норвегия                                                                                            | 42.12    | Риккардо Стерни Италия                                                                                           | 42.25    | Мевлют Савашер Турция                                                                        | 42.43    |
| Юниоры 8,3 км (команды)                   | Турция · Мевлют Савашер · Алпер Демир · Эмрах Акалын · Акиф Кытыр                                                | 13 очков | Норвегия · Синдре Бурос · Ларс Несбё Бакке · Йоэль Дюрхувден · Шур Престсетер                                    | 20 очков | Италия · Риккардо Стерни · Ксавье Шеврье · Эмануэле Рампа · Лука Ре                          | 35 очков |

### Женщины
| Дисциплина                           | Золото                                                        | Золото  | Серебро                                                                                | Серебро  | Бронза                                                                           | Бронза  |
| ------------------------------------ | ------------------------------------------------------------- | ------- | -------------------------------------------------------------------------------------- | -------- | -------------------------------------------------------------------------------- | ------- |
| 8,3 км перепад высот: +733 м −43 м   | Андреа Майр Австрия                                           | 43.58   | Ренате Рунггер Италия                                                                  | 44.57    | Элиза Деско Италия                                                               | 45.29   |
| 8,3 км (команды)                     | Норвегия · Кирстен Уттербю · Анита Эвертсен · Ингунн Вельциен | 24 очка | Швейцария · Мартина Штрель · Бернадетт Майер · Анжелин Жоли-Флюкигер · Даниэла Гассман | 25 очков | Италия · Ренате Рунггер · Элиза Деско · Мария Грация Роберти · Виттория Сальвини | 33 очка |
| Юниорки 4,3 км перепад высот: +350 м | Лора Парк Англия                                              | 22.34   | Эсра Гюллю Турция                                                                      | 23.07    | Алекс Данн США                                                                   | 23.33   |
| Юниорки 4,3 км (команды)             | Англия · Лора Парк · Хизер Тимминс · Ханна Бейтсон            | 8 очков | Турция · Эсра Гюллю · Ягмур Тархан · Мевлюде Улу                                       | 11 очков | Швейцария · Виктория Кройцер · Люси Пишар · Мари Люйзье                          | 22 очка |

## Медальный зачёт
Медали завоевали представители 9 стран-участниц.
 Принимающая страна
| Место | Страна         | Золото | Серебро | Бронза | Всего |
| ----- | -------------- | ------ | ------- | ------ | ----- |
| 1     | Норвегия       | 2      | 1       | 0      | 3     |
| 2     | Англия         | 2      | 0       | 0      | 2     |
| 3     | Италия         | 1      | 2       | 3      | 6     |
| 4     | Турция         | 1      | 2       | 2      | 5     |
| 5     | Австрия        | 1      | 0       | 0      | 1     |
| 5     | Новая Зеландия | 1      | 0       | 0      | 1     |
| 7     | Швейцария      | 0      | 2       | 1      | 3     |
| 8     | Уганда         | 0      | 1       | 0      | 1     |
| 9     | США            | 0      | 0       | 2      | 2     |
| Всего | Всего          | 8      | 8       | 8      | 24    |